# Federação Somali de Voleibol
A Federação Somali de Voleibol  (em inglêsːSomali Volleyball Federation,SVF) é  uma organização fundada em 1972 que governa a pratica de voleibol em Somália, sendo membro da Federação Internacional de Voleibol e da Confederação Africana de Voleibol, a entidade é responsável por  organizar  os campeonatos nacionais de  voleibol masculino e feminino no país.